# Biatlon op de Paralympische Winterspelen

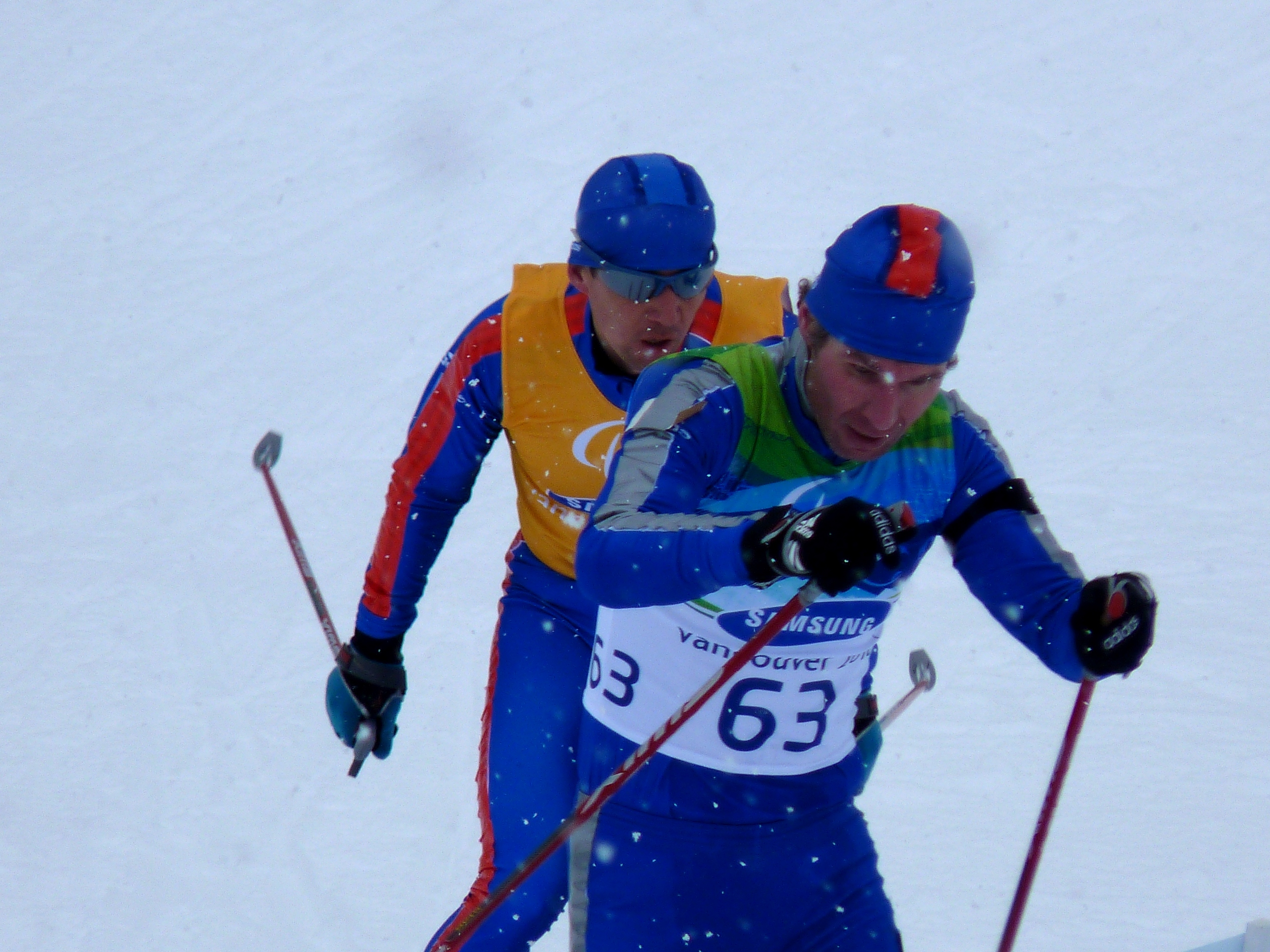
De visueel beperkte Rus Irek Mannanov met achter hem zijn gids in Vancouver 2010

Biatlon staat sinds Innsbruck 1988 op het programma  van de Paralympische Winterspelen. De sport staat onder auspiciën van de Internationaal Paralympisch Comité (IPC). Biatlon is een sport voor sporters met een lichamelijke handicap aan verschillende ledematen.

## Classificatie
De skiërs worden in klassen ingedeeld op basis van hun type en mate van hun beperking. Dit classificatiesysteem maakt het mogelijk dat sporters met eenzelfde mate van functioneren, met elkaar kunnen strijden.
- van 1988 tot 1998 werden de verschillende klassen aangegeven met Letters en cijfers.

B stond voor de klassen voor visueel beperkten.
LW1 tm LW9 stond voor de klassen met skiërs die ondanks hun beperkingen staand kunnen skiën.
LW10 tm LW12 stond voor de klassen voor skiërs op zitski's.
- Vanaf 2002 zijn er nog drie klassen. Zittend, Staand en blind.

## Disciplines/Afstanden
Per afstand werden in één of meerdere klassen om de medailles gestreden (zie hiervoor de jaar artikelen).
|         | 1988   | 1992   | 1994   | 1998   | 2002   | 2006           | 2010                 |
| ------- | ------ | ------ | ------ | ------ | ------ | -------------- | -------------------- |
| Mannen  | 7,5 km | 7,5 km | 7,5 km | 7,5 km | 7,5 km | 7,5 km 12,5 km | 2x3 km 12,5 km       |
| Vrouwen |        |        | 7,5 km | 7,5 km | 7,5 km | 7,5 km 12,5 km | 2x3 km 10 km 12,5 km |

1988 · 1992 · 1994 · 1998 · 2002 · 2006 · 2010 · 2014 · 2018
Alpineskiën · Biatlon · Langlaufen · Priksleeën · Rolstoelcurling · Sledgehockey · Snowboarden